# Filmworks XVI: Workingman's Death
Filmworks XVI: Workingman's Death je soundtrack k filmu Dělníkova smrt (Workingman's Death) z roku 2005. Je to šestnáctá část série Filmworks Johna Zorna. Album vyšlo 26. dubna 2005 u Tzadik Records a jeho producentem byl John Zorn.

## Seznam skladeb
Všechny skladby napsal(i) John Zorn. 
| Pořadí         | Název          | Délka |
| -------------- | -------------- | ----- |
| 1.             | Gadani Slipway | 9:01  |
| 2.             | Juju           | 6:14  |
| 3.             | Sulphur Mining | 6:29  |
| 4.             | Horn Carrier   | 3:16  |
| 5.             | Atmosphere     | 2:13  |
| 6.             | The Miners     | 3:05  |
| 7.             | Steel Factory  | 6:01  |
| 8.             | Work Trance    | 3:20  |
| 9.             | Ghost Ship     | 2:51  |
| 10.            | Dark Caves     | 3:17  |
| 11.            | Slaughterhouse | 9:09  |
| 12.            | Guitar Juju    | 6:20  |
| Celková délka: | Celková délka: | 61:23 |

## Sestava
- John Zorn – varhany, gamelin
- Shanir Ezra Blumenkranz – baskytara
- Jamie Saft – elektrické piano, kytara
- Cyro Baptista – perkuse
- Ikue Mori – elektronická bicí souprava